# Giovanni Battista Lodi da Cremona
Giovanni Battista Lodi da Cremona, talvolta indicato semplicemente come Giovanni Battista Lodi (Cremona, 1520 – Cremona, 1612), è stato un pittore italiano.

## Biografia
Poco si sa della vita iniziale e della formazione artistica di Giovanni Battista Lodi, ma dovette nascere probabilmente attorno al 1520 se già nel 1540 lo ritroviamo a Bruxelles come consulente alla corte vicereale asburgica per valutare il valore di alcuni dipinti realizzati da un certo pittore fiammingo di nome Frans Borreman Fu infatti nelle Fiandre che si svolse gran parte della carriera e della fortuna artistica del Lodi, il quale visse a Bruxelles dal 1540 al 1549, in una casa che era abitata anche dal mercante cremonese Gian Carlo Affaitadi Il suo ruolo come valutatore gli pervenne forse dall'essere stato figura particolarmente vicina a Ferrante I Gonzaga per il quale dipinse un Fructus belli ed una serie di Puttini e per il quale fu anche agente d'arte, contrattando una produzione di arazzi con la bottega di Willem de Pannemaker nel febbraio del 1552, derivati proprio dal soggetto dei predetti Puttini. Lavorò in commissioni anche per Ercole, fratello di Ferrante, realizzando gli episodi delle Storie di Mosé ospitati poi presso la Villa Gualtiera di Milano.
Il suo stile, in particolare nei paesaggi e nella composizione delle figure, risente di quello adottato da Raffaello per gli arazzi vaticani, ma trasse ispirazione anche da opere di Giovan Francesco Penni e di Tommaso Vincidor.
Tornò nella città natale, si dedicò ancora alla pittura, realizzando una Madonna col Bambino tra i Santi Omobono e Giovanni Battista per la chiesa dei santi Egidio ed Omobono della città, opera che fu l'ultima accertata della sua carriera.